# Die Mansarde
Die Mansarde ist ein 1969 erschienener Roman der österreichischen Schriftstellerin Marlen Haushofer. Zum Verfassungszeitpunkt war Haushofer bereits schwer krank. Mit ihrem letzten Roman liefert sie eine sozialpsychologische Studie des Hausfrauen-Daseins und des bürgerlichen Ehelebens in der ersten Nachkriegsgeneration in Österreich. Die temporäre Taubheit der Erzählerin sowie ihr regelmäßiger Rückzug in die Mansarde symbolisieren das Bedürfnis nach Realitätsflucht. Wiederkehrende Motive im Werk Haushofers, die sich auch in diesem Roman finden, sind die Einsamkeit in der Ehe und die Unzulänglichkeit der Kommunikation zwischen den Geschlechtern.

## Inhalt
Der Roman schildert eine großteils alltäglich verlaufende Winterwoche aus der Perspektive einer Hausfrau und Mutter von zwei Kindern. Ihre Ehe mit einem Anwalt ist längst in Routine erstarrt; ihren Beruf als Grafikerin hat sie aufgegeben und zeichnet nur mehr als Hobby, vorzugsweise Insekten, Fische, Reptilien und Vögel. Ort dieser kreativen Betätigung ist die titelgebende Mansarde des Einfamilienhauses, in die sich die Erzählerin jeden Abend zurückzieht. Eines Tages sendet ihr ein anonymer Absender ihre eigenen Tagebuchaufzeichnungen aus einer traumatischen Epoche ihres Lebens.
Durch das Ertönen einer Feuerwehrsirene plötzlich ertaubt, wurde die Erzählerin damals von ihrem Mann und seiner Mutter zur Erholung in das ehemalige Jagdhaus des verstorbenen Schwiegervaters ausquartiert. Ihre einzigen soziale Kontakte zu dieser Zeit sind der mit ihrer Versorgung betraute Jäger, dem sie von Anfang an misstraut, sowie ein Fremder, dem sie bei einem Spaziergang begegnet. Der Fremde empfindet sie aufgrund ihrer Taubheit als ideale Zuhörerin für seine – seiner emotionalen Aufruhr beim Erzählen nach zu schließen – offenbar dunklen Geheimnisse und bittet um weitere Treffen, um sich ihr anzuvertrauen. Beim letzten Treffen schlägt er ihr schriftlich vor, mit ihm fortzugehen. Als die Erzählerin den Vorschlag ablehnt, zerdrückt er in einem Wutanfall ein Glas. Durch den Schock gewinnt die Erzählerin ihre Hörfähigkeit wieder.
Wieder zurück bei ihrer Familie, möchte die Erzählerin nicht mehr an diese Erfahrung denken. Die anonymen Briefe empfindet sie daher als bedrohlich und verbrennt sie nach der Lektüre. Als der letzte Brief verbrannt ist, gelingt ihr ein kreativer Durchbruch: Nach unzähligen gescheiterten Versuchen, einen Vogel zu zeichnen, der aussieht als ob er nicht der einzige Vogel auf der Welt wäre, zeichnet sie einen Drachen, dessen Einzigartigkeit sie nun nicht mehr als Makel empfindet.

## Form
Die Erzählung erfolgt in der Ich-Form. Der Roman gliedert sich in acht Kapitel, jeweils befasst mit der Beschreibung eines Wochentags von einem Sonntag bis zum nächsten. Kapitel zu den Sonntagen bestehen aus einem Teil, Kapitel zu den Werktagen aus drei Teilen: dem Bericht der Erzählerin über ihren Tagesablauf, dem Abdruck der zugesandten Tagebuchaufzeichnungen, sowie dem Bericht der Erzählerin über die Verbrennung der Aufzeichnungen.
Der quantitativ größte Teil des Romans widmet sich der Schilderung des wöchentlichen Alltags der Erzählerin; durch den Fokus auf die alltäglichen Verrichtungen sollen die unliebsamen Erinnerungen verdrängt werden. Demselben Zweck dient die allabendliche Verbrennung der Briefe – die Erzählerin möchte sich mit aller Kraft dem Erinnern widersetzen. Durch den erzähltechnischen Kniff anonymer postalischer Zusendungen gelingt es Haushofer die Erzählerin mit der verdrängten Epoche zu konfrontierten und somit gleichzeitig sowohl die Erinnerung als auch den Widerstand gegen die Erinnerung zu thematisieren.

## Themen und Motive

### Familie und Scheinfamilie
Die Erzählerin wächst auf als einziges und ungeplantes Kind tuberkulosekranker Eltern. Aus hygienischer Vorsicht vermeiden die Eltern jeglichen Körperkontakt. Die Erzählerin empfindet dies als Zurückweisung; sie fühlt sich aus der innigen Liebesbeziehung der Eltern ausgeschlossen.
Mitte zwanzig heiratete die Erzählerin den angehenden Rechtsanwalt Hubert; gemeinsam haben sie zwei Kinder: Sohn Ferdinand und Tochter Ilse. Aber auch in dieser Familie findet die Erzählerin keine Geborgenheit – die Liebe zu ihrem Mann ist längst erloschen, die Kommunikation beschränkt sich auf den Austausch von Floskeln, der Sex ist zur Routine geworden und trägt nichts dazu bei, die Ehepartner einander näher zu bringen. Auch die gestörte Eltern-Kind-Beziehung wird durch die Erzählerin reproduziert. Zu ihrer vitalen, selbstbewussten Tochter Ilse kann sie gar keinen Bezug aufbauen; Ilses Geburt fällt bereits in die Zeit, in der die Erzählerin ihre Familie nur mehr als Scheinfamilie empfindet. Von ihrer Krankheit hat sie sich da bereits erholt, doch die Verbannung ins Exil durch Ehemann und Schwiegermutter kann sie nicht verwinden. Nach ihrer Rückkehr nimmt sie zwar allem Anschein nach die Rolle aus Ehefrau und Mutter wieder auf, tut dies aber im Bewusstsein, damit lediglich eine Fassade aufrechtzuerhalten.
Bei der Geburt des Sohnes – vor Erkrankung und Exil – schien ein authentisches Familienleben noch möglich; die Beziehung zu Ferdinand ist daher inniger, aber ebenfalls durch das unverarbeitete Grundtrauma der Trennung (von den Eltern in der Kindheit; von Mann und Kind während der eigenen Krankheit) belastet. Der Sohn dient für die Mutter als Ersatzobjekt mit mehreren Funktionen, sowohl als männlicher Nachkomme als auch als anerkennende Elterninstanz (wenn er beispielsweise ihre Mehlspeisen lobt). Durch diese Substitution versucht die Erzählerin ihre Beziehungsunfähigkeit zu tarnen. Die ethische Fragwürdigkeit diese Strategie ist ihr dabei bewusst; dieses Bewusstsein führt aber lediglich zu Schuldgefühlen und mentaler Selbstzensur.

### Krankheit und Ausgrenzung
Ein zentrales Thema des Romans ist die Fremdheit zwischen den Familienmitgliedern. Diese Isolation innerhalb der Familie und das daraus resultierten Gefühl der Hilflosigkeit wird durch die temporäre Taubheit der Erzählerin zum Ausdruck gebracht. Hinzu kommt das Gefühl der Ehefrau, im Haus ihres Gatten und nicht im eigenen Heim zu wohnen.
Das Motiv der familiären Isolation findet sich bereits in der Herkunftsfamilie der Erzählerin. Alle Liebe und Sorgefalt der Mutter konzentriert sich auf den tuberkolosekranken Ehemann – die Liebe geht sogar weit, dass sich die Mutter schließlich selbst ansteckt. Das gesunde Kind soll jedoch vor Ansteckung bewahrt werden, wird daher auf Abstand gehalten und fühlt sich von den kranken Eltern ausgegrenzt. Diese Muster wiederholt sich später mit umgekehrten Vorzeichen durch die psychosomatische Erkrankung der Erzählerin. Nun ist es die Kranke, die von den Gesunden ferngehalten wird, obwohl ihre Krankheit anders als die Tuberkulose der Eltern gar nicht ansteckend ist. Während ihrem Vater aufgrund seiner Krankheit die besondere Zuwendung der Mutter zuteilwurde, fühlt sich die Erzählerin in ihrem Leid von ihrer Familie verlassen. Das Exil in der Waldeinöde wird von Ehemann und Schwiegermutter als Therapiemaßnahme dargestellt, tatsächlich scheint die Umgebung der Genesung aber wenig förderlich – die Erzählerin erhält dort keine medizinische Betreuung; ihre einzige Ansprechperson ist ein wenig empathischer Jäger, der für sie einkaufen geht und ihr ansonsten eher feindselig gegenübertritt. Die Erzählerin empfindet ihn als Wärter, die Zeit in der Jagdhütte als Gefängnisstrafe. Wie bereits in der Kindheit verzichtet sie auch diesmal auf eine Beschwerde, fügt sich in die Pläne der Angehörigen und übt auch nach ihrer Genesung keine Kritik an deren Verhalten. Das Muster der Streit- und Konfliktscheu wird fortgesetzt.

### Scheintod und Scheinleben
Die Erzählerin unterteilt ihre Lebensgeschichte in Phasen des wirklichen Lebens und Perioden rein biologischer Existenz. Von siebenundvierzig Lebensjahren empfindet sie im Rückblick nur zwölf als wirkliches Leben – sieben glückliche Jahre beim Großvater nach dem Tod der Eltern, fünf glückliche Jahre mit Hubert vor ihrer Erkrankung. Die Ausquartierung ins Jagdhaus sieht sie als metaphorischen Tod, die plötzliche Genesung jedoch nur als eine Schein-Auferstehung, die nicht zu neuem Leben erweckt, sondern nur zu einer matten Form von Scheinlebendigkeit.
Diese Scheinlebendigkeit manifestiert sich in einer Ehe, die nur mehr aus einer Abfolge langjährig eingeübter Szenen besteht, und kennzeichnet auch alle weiteren sozialen Kontakte der Erzählerin, die von ihr ohne große innere Anteilnahme lediglich unterhalten werden, um den Pflichten ihren Hausfrauen- und Mutterrolle nachzukommen. Alle Sozialkontakte fallen dementsprechend in das weibliche Rollenideal – die Erzählerin besucht regelmäßig ihre ehemalige Vermieterin und demonstriert so Respekt vor dem Alter und pflegt weiterhin den Kontakt zu einer anderen Mutter, die mit ihr gleichzeitig auf der Wöchnerinnenstation lag. Durch die Aufrechterhaltung dieser Pseudokontakte kaschiert sie ihre eigentliche Isolation. Um emotionale Verbundenheit oder Interesse am Gegenüber geht es dabei nie – Sinn der Übung ist neben der Erhaltung der bürgerlichen Fassade hauptsächlich die Ablenkung von den eigenen Zwangsgedanken.

### Verdrängung der Vergangenheit
Neben der Rolle der Hausfrau in den 1960er Jahren befasst sich Die Mansarde auch mit der Kriegs- und Nachkriegsthematik und dem Thema der Vergangenheitsbewältigung. Der Roman lässt sich als Inszenierung von kollektiver Amnesie und kulturellem Gedächtnis interpretieren.
Jedes Werktagskapitel endet mit der Verbrennung der an diesem Tag zugesandten Tagebuchaufzeichnungen. Die darin beschriebene Zeit in der Waldeinsamkeit stellt einen traumatische Episode im Leben der Erzählerin dar – zu einer Aufarbeitung dieses Traumas ist sie jedoch nicht bereit. Die Verdrängung des privaten Traumas spiegelt sich auf kollektiver Ebene in der Auseinandersetzung mit dem Zweiten Weltkrieg. Verunsicherung und Überforderung führen dazu, dass die Erzählerin Verdrängung als einzige Option sieht. Statt die Vergangenheit aufzuarbeiten und so zu bewältigen, verwendet sie alle Kraft zur Wiederherstellung des Status quo. Die Erhebung von Stillschweigen und Verdrängen zur Verhaltensmaxime verhindert jede Hoffnung auf Verhaltensänderung.

### Die Mansarde als Rückzugsraum
Die titelgebende Mansarde dient gleichzeitig als Raum der Kreativität und Raum der Ausgrenzung. Hierhin zieht sich die Erzählerin freiwillig zurück, um ihre Individualität abseits der Hausfrauenrolle zu entfalten und jene Tätigkeiten auszuüben, die den geregelten Ablauf des Familienlebens stören könnten. Im Hintergrund steht neben einer Wunsch nicht zu stören und nicht gestört zu werden, wohl aber auch die unausgesprochene Angst, bei neuerlichem Aus-der-Rolle-Fallen wieder in die Waldeinöde abgeschoben zu werden. Das Symbol der Mansarde beruft sich somit sowohl auf die bürgerlich-idyllische Tradition der himmelsnahen Künstlerstube als auch auf die Tradition der Verrückten auf dem Dachboden (The Madwoman in the Attic, ein bekanntes Beispiel findet sich in Jane Eyre), in der bedrohlich empfundene Weiblichkeit radikal weg gesperrt wird. Die stark reduzierte Fluchtbewegung der Erzählerin führt nicht in die Freiheit, sondern nur in die Mansarde, die einen Ersatzort für tatsächlichen Freiraum darstellt und somit die konventionelle bürgerliche und familiäre Ordnung eher stützt als aufbricht.
Die Suche nach einem Rückzugsort findet sich in fast allen Büchern Haushofers. Diese Rückzugsorte stehen einerseits für die nötige Freiheit, um überleben zu können, dienen aber andererseits dazu, dort stattfindende Leben wegzusperren, ohne die althergebrachte Ordnung zu gefährden. In der Mansarde wird die Kreativität domestiziert. Der zwanghafte Fokus auf den monotonen Verrichtungen der täglichen Hausarbeit wird zum Austreibungsritual.

### Erlösung durch Kunst
Ähnlich ambivalent wie die Mansarde selbst kann auch das finale Ergebnis der dort stattfindenden kreativen Tätigkeit interpretiert werden. Die Zeichnungen reflektieren die durch die anonymen Zusendungen ausgelösten Ich-Metamorphosen. So wird nach der Verbrennung der letzten Tagebuchaufzeichnung das Vogelmotiv durch einen Drachen ersetzt. Diese neue Vision entsteht allerdings nicht in der Mansarde, sondern im Keller und symbolisiert damit den riskanten Abstieg in die Sphäre des Unterbewussten.
Das Verbrennen der Tagebücher zeigt die Unwilligkeit, sich mit der Vergangenheit zu identifizieren; dieser Prozess kann aber nicht nur als rein destruktiv, sondern auch als dynamisch aufgefasst werden. Aus der Asche der Tagebücher erhebt sich schließlich die neue Vision des Drachen. Durch den zyklischen Wechsel von Zerstörung und Neukonstituierung wird das Zusammenspiel von künstlerischen Produktivität und Selbstentfaltung verdeutlicht.
Das Drachensymbol vereint die zentralen Motive des Romans. Als mythisches, alle Elemente vereinendes Mischwesen kann der Drache als Metapher für die Überwindung von Geschlechterdifferenzen und den Ausbruch aus einer konventionellen Ordnung gelesen werden. Die Drachenvision resultiert aus einer Aufhebung der Schranken zwischen Bewussten und Unterbewussten – die künstlerische Phantasie wird nicht länger durch einen starren Realitätssinn zensiert.

## Rezeption
Für Daniela Strigl ist Die Mansarde "ein bösartig, witzig, souverän lakonischer Eheroman", der die Summe von Haushofers beklemmender Kunst enthält. Von der Kritik gelobt wird überdies die sorgfältige Komposition des Romans, in dem die verschiedenen Zeit- und Bewusstseinsebenen durch Spiegelverhältnisses und Parallelität miteinander verschränkt und topographisch differenziert werden.
Im Vergleich zu Haushofers früherem Roman Die Tapetentür stellt Die Mansarde für viele Kritiker eine gelungenere, da differenzierte und komplexere Analyse der Geschlechterverhältnisse dar. Der gegen Haushofer oft vorgebrachte Vorwurf der geschlechterstereotypen "Standardbesetzung" trifft hier nicht zu – Figuren wie etwa die mordgierige Baronin, die ehemalige Vermieterin der Erzählerin, belegen ein Abweichen vom Prinzip der Geschlechterdichotomisierung. Selbst die Übererfüllung von Weiblichkeitsklischees durch die Protagonistin kann als bewusst eingesetzte Maskerade interpretiert werden, die es der Protagonistin erlaubt, sich einen Spielraum für ihre unbürgerlichen Mansardenaktivitäten zu schaffen.
Die von vielen zeitgenössischen Rezensenten als ungewöhnlich empfundene Perspektive der Erzählerin stieß allerdings auch auf ablehnende Reaktionen. Kritisiert wurde vor allem die Extravaganz und Abnormität von Haushofers psychologischen Darstellungen und die pessimistisch-fatalistische Grundhaltung, die in dem Werk zum Ausdruck kommt. In einer Besprechung durch den Bundesverband der Lehrer an beruflichen Schulen Österreichs wurde der Roman als für Jugendliche ungeeignet eingestuft. "Der Jugendliche strebt zum Licht und vorwärts, er will nicht allein sein und verkriecht sich in die Mansarde ...".
Der Vorwurf eines Mangels an positiven Botschaften und utopischen Momenten wird von der feministischen Rezeption nur bedingt geteilt. Ansätze eines utopischen Denk- und Entwicklungspotentials der weiblichen Hauptfigur seien durchaus erkennbar – die Drachen-Zeichnung im letzten Kapitel kann demnach als glückliches Resultat eines fortlaufenden Selbsterfahrungsprozesses der Erzählerin interpretiert werden. Der Drache als Selbstbildnis des schöpferischen Subjekts ermöglicht den Entwurf einer biologisch und sozial geschlechtlosen Kreatur. Dieser versöhnliche Interpretation des Romans im Sinne eines Überlebenspathos weiblicher Kunstproduktion wird allerdings im Widerspruch zu Haushofers restlichem Werk gesehen.